# Behnia reticulata
Behnia es un género monotípico de plantas perteneciente a la antigua familia de las agaváceas ahora subfamilia Agavoideae. Contiene una única especie: Behnia reticulata. Es originaria del sur de África.

## Descripción
Tiene tallos glabros, delgados, leñosos, cilíndricos, sin armas, profusamente ramificado, sarmentoso;  ramillas flexuosas, hojas alternas, sésiles, ovadas, agudas, de 2-3 cm de longitud, de textura firme, verde, brillante, ampliamente redondeada en la base, amueblado con una nervadura central clara y 5-7 venas verticales muy marcadas en cada lado de ella; flores en cimas simples o ligeramente compuestas en las axilas de las hojas superiores; brácteas persistentes, escariosas, ovado-lanceoladas; pedicelos de 1 cm de largo, articulados en el ápice; perianto verde; los frutos son bayas.

## Taxonomía
Behnia reticulata fue descrita por (Thunb.) Didr. y publicado en Videnskabelige Meddelelser fra Dansk Naturhistorisk Forening i Kjøbenhavn 1854: 183. 1855.
Sinonimia
- Dictyopsis thunbergii Harv.
- Dictyopsis thunbergii Harv. ex Hook.f.
- Hylonome reticulata (Thunb.) Webb & Berthel.
- Ruscus reticulatus Thunb.[4][5]